# 2020年のインド
2020年のインド （2020ねんのインド）では、2020年のインドに関する出来事について記述する。

## 国家元首等
- 大統領
  - 第14代: ラーム・ナート・コーヴィンド （インド人民党、2017年7月25日 - ）
- 副大統領
  - 第13代: ヴェンカイアー・ナイドゥ（インド人民党、2017年8月11日 - ）
- 首相
  - 第18代: ナレンドラ・モディ （インド人民党、2014年5月26日 - ）
- 最高裁判所長官
  - 第47代: シャラド・アービンド・ボブデ（英語版） （2019年11月18日 - ）
- 連邦議会下院議長
  - 第17代: オム・ビルラ （インド人民党、2019年6月19日 - ）

## できごと

### 5月
- 5月5日 - インド軍、中華人民共和国との国境付近で中国軍と衝突。2020年中印国境紛争の始まり。
- 5月7日 - ビシャカパトナム化学工場事故。
- 5月20日 - 強力なスーパー・サイクロン「アンファン」、西ベンガル州に上陸。

### 6月
- 6月14日 - スシャント・シン・ラージプート死亡事件。

### 8月
- 8月7日 - エア・インディア・エクスプレス1344便着陸失敗事故。

### 11月
- 11月26日 - インド農民デモが始まる。